# 実践 (人工衛星)
実践（中: 实践、英: Shi Jian, SJ）は中華人民共和国の人工衛星シリーズ。技術試験や科学探査などを目的とするが、詳細は不明なことが多い。
シリーズ初の実践1号は1971年に打ち上げられ、継続的に打ち上げが続けられている(2023年現在)。初期に打上げられた衛星は、既に機能停止し、軌道崩壊を起こしている。
通番では1号から23号が存在するが、3号は打上げがキャンセルされて欠番、14号は理由不明の欠番になっている。19号は計画中で打上げ未実施。同じ通番で複数の衛星が存在し、打上げ失敗(判明しているのは11-04号と18号)、未実施、欠番もあることから、通番と衛星数は一致していない。

## 顕著な衛星

### 実践1号
1971年3月3日、実践1号が酒泉衛星発射センターから長征1号ロケットによって打ち上げられた。太陽光発電や熱制御などの各種技術実証試験を行ったほかX線や宇宙線の測定を行い、軌道上で8年間稼働した。
東方紅1号に続きこれが中国で2機目の人工衛星となった。

### 実践2号
1981年9月19日、実践2号、実践2号A（実践2号甲）、実践2号B（実践2号乙）の3機が酒泉衛星発射センターから風暴1号ロケットによって同時に打ち上げられた。目的は技術実証とされる。
この打上げが風暴1号ロケットの最後の打ち上げとなった。

### 実践4号
1994年2月8日、実践4号が西昌衛星発射センターから長征3号Aロケットによって打ち上げられた。静止トランスファ軌道に投入され、荷電粒子などを計測して宇宙放射線環境が宇宙船へ与える影響を調査した。夸父一号の模擬衛星も同時に打ち上げられた。
この打上げは長征3号Aロケット初の打上げであった。

### 実践5号
1999年5月10日、実践5号が風雲1号Cと共に太原衛星発射センターから長征4号Bロケットによって打ち上げられた。
CAST968衛星バスを基礎とし、宇宙探査や科学実験、衛星バス技術といったことを目的とする300kg程度の小型衛星である。主に宇宙空間の荷電粒子測定やSバンド高速データリンク送信機の試験、大容量固体ストレージ試験、流体科学実験を目的として設計された。

### 実践6号
実践6号はAからHの8機が存在する。宇宙環境・放射線、およびその効果を調べ、宇宙の物理環境パラメータを記録し、宇宙実験を行うためのシリーズだったといわれる。
衛星のミッションにはELINT技術試験も含まれていた可能性がある。打上げは全て太原衛星発射センターから長征4号Bによって行われた。

### 実践7号
2005年7月5日に酒泉衛星発射センターから長征2号Dによって打ち上げられた。

### 実践8号
2006年9月9日に酒泉衛星発射センターから長征2号Cによって打ち上げられた。
返回式衛星タイプの機体を元にした大気圏再突入可能な衛星で、215kg分の植物の種子や菌類を宇宙環境にさらすために使用された（生物衛星）。
近地点187キロ、遠地点463キロの地球低軌道を周回し、突然変異育種実験や機序研究など宇宙空間での試験を行った後、打上げから15日間後の9月24日、実践8号の回収船が四川省遂寧市の予定回収区域に落下した。一方の軌道船はバッテリーが持つまで軌道上を運行し、宇宙空間の微小重力科学実験任務を引き続き遂行した
。

### 実践9号
実践9号AとBは2012年10月14日にデュアル・ローンチで打ち上げられた技術実証衛星。CAST-2000バスを元に製造された実践9号Aは軌道上で電気推進、高精度・安定制御システム、高効率電力供給、先進熱処理技術の実験を行い、地球観測機器も搭載するもよう。一方CAST-100バスを使用した実践9号Bは、冷却装置を備えた長波長赤外線(LWIR)カメラを搭載している。

### 実践11号
7機が個別に打ち上げられ、うち1機が打上げに失敗。
実践11号は中国航天科技集団公司所属の東方紅衛星公司が開発・製造した科学衛星で、主に軌道上で宇宙科学研究と技術試験などに使用される。
ただ詳細は明らかにされておらず、実験的な早期警戒衛星コンステレーションではないかという推測もある。

### 実践12号
2010年6月15日に酒泉衛星発射センターから長征2号Dによって打ち上げられた。
ランデブー技術のための衛星で、2010年8月に実践6号Fとランデブーを行った。衛星同士の物理的な接触もおそらく達成されたとされる。

### 実践15号
2013年7月19日（UTC）に太原衛星発射センターから長征4号Cによって創新3号と試験衛星7号と共に打ち上げられた。

### 実践16号
2013年10月25日午前11時50分に酒泉衛星発射センターから長征4号Bによって打ち上げられた。ほぼ同じ地球低軌道を少し離れて飛ぶペア衛星(実践16号A、実践16号B)である。遥感衛星と関連する信号諜報(SIGINT)衛星の可能性が指摘されている

。

## 衛星リスト
| 衛星 名                                                       | 打上 げ日              | 機能                                     | 軌道                         | 近点遠 点高度                | 軌道傾 斜角                  | SAT CAT                      | COSPAR ID                    | 射場                         | 打上げ機                     | 現況                           |
| ------------------------------------------------------------- | ---------------------- | ---------------------------------------- | ---------------------------- | ---------------------------- | ---------------------------- | ---------------------------- | ---------------------------- | ---------------------------- | ---------------------------- | ------------------------------ |
| 実践1                                                         | 1971年3月3日           | 宇宙線粒子観測                           | LEO                          | 266 km × 1826 km             | 69.9°                        | 5007                         | 1971-018A                    | 西昌                         | 長征1号                      | 軌道崩壊                       |
| 実践2                                                         | 1981年9月19日          | 宇宙塵/デブリ及び電磁気学的研究          | LEO                          | 232 km × 1598 km             | 59.4°                        | 12845                        | 1981-093D                    | 西昌                         | 風暴1号                      | 軌道崩壊                       |
| 実践2A                                                        | 1981年9月19日          | 宇宙塵/デブリ及び電磁気学的研究          | LEO                          | 232 km × 1615 km             | 59.4°                        | 12843                        | 1981-093B                    | 西昌                         | 風暴1号                      | 軌道崩壊                       |
| 実践2B                                                        | 1981年9月19日          | 宇宙塵/デブリ及び電磁気学的研究          | LEO                          | 232 km × 1608 km             | 59.4º                        | 12842                        | 1981-093A                    | 西昌                         | 風暴1号                      | 軌道崩壊                       |
| 実践3                                                         | N/A                    | 地球観測                                 | キャンセル、CBERS ZY-1に代替 | キャンセル、CBERS ZY-1に代替 | キャンセル、CBERS ZY-1に代替 | キャンセル、CBERS ZY-1に代替 | キャンセル、CBERS ZY-1に代替 | キャンセル、CBERS ZY-1に代替 | キャンセル、CBERS ZY-1に代替 | キャンセル、CBERS ZY-1に代替   |
| 実践4                                                         | 1994年2月8日           | 宇宙放射線モニタリング                   | HEO                          | 210 km × 36125 km            | 28.6º                        | 22996                        | 1994-010A                    | 西昌                         | 長征3号A                     | 軌道崩壊                       |
| 実践5                                                         | 1999年5月10日          | 新型ミニ衛星プラットホーム試験、粒子観測 | SSO                          | 569 km × 849 km              | 98.8°                        | 25731                        | 1999-025B                    | 太原                         | 長征4号B                     | 軌道崩壊                       |
| 実践6-01B                                                     | 2004年9月8日           | 宇宙環境モニタリングまたはELINT          | SSO                          | 585.4 km × 585.2 km          | 97.7°                        | 28414                        | 2004-035B                    | 太原                         | 長征4号B                     | 運用中                         |
| 実践6-01A                                                     | 2004年9月8日           | 宇宙環境モニタリングまたはELINT          | SSO                          | 579.8 km × 596.7 km          | 97.7°                        | 28413                        | 2004-035A                    | 太原                         | 長征4号B                     | 運用中                         |
| 実践6-02A                                                     | 2006年10月23日         | 宇宙環境モニタリングまたはELINT          | SSO                          | 591.0 km × 593.4 km          | 97.8°                        | 29506                        | 2006-046B                    | 太原                         | 長征4号B                     | 運用中                         |
| 実践6-02B                                                     | 2006年10月23日         | 宇宙環境モニタリングまたはELINT          | SSO                          | 583.1 km × 587.7 km          | 97.8°                        | 29505                        | 2006-046A                    | 太原                         | 長征4号B                     | 運用中                         |
| 実践6-03A                                                     | 2008年10月25日         | 宇宙環境モニタリングまたはELINT          | SSO                          | 576.5 km × 599.1 km          | 97.8°                        | 33409                        | 2008-053B                    | 太原                         | 長征4号B                     | 運用中                         |
| 実践6-03B                                                     | 2008年10月25日         | 宇宙環境モニタリングまたはELINT          | SSO                          | 573.9 km × 600.1 km          | 97.9°                        | 33408                        | 2008-053A                    | 太原                         | 長征4号B                     | 運用中                         |
| 実践6-04A                                                     | 2010年10月6日          | 宇宙環境モニタリングまたはELINT          | SSO                          | 585.9 km × 600.1 km          | 97.8°                        | 37180                        | 2010-051B                    | 太原                         | 長征4号B                     | 運用中                         |
| 実践6-04B                                                     | 2010年10月6日          | 宇宙環境モニタリングまたはELINT          | SSO                          | 570.6 km × 606.8 km          | 97.8°                        | 37179                        | 2010-051A                    | 太原                         | 長征4号B                     | 運用中                         |
| 実践6-05A                                                     | 2021年12月10日         | 宇宙環境モニタリングまたはELINT          | SSO                          | 467.5 km × 475.4 km          | 97.3°                        | 49961                        | 2021-122A                    | 西昌                         | 長征4号B                     | 運用中                         |
| 実践6-05B                                                     | 2021年12月10日         | 宇宙環境モニタリングまたはELINT          | SSO                          | 467.5 km × 475.4 km          | 93.9°                        | 49962                        | 2021-122B                    | 西昌                         | 長征4号B                     | 運用中                         |
| 実践7                                                         | 2005年7月5日           | 不明                                     | SSO                          | 557.4 km × 605.5 km          | 97.7°                        | 28737                        | 2005-024A                    | 西昌                         | 長征2号D                     | 運用中                         |
| 実践8                                                         | 2006年9月9日           | 宇宙空間農業試験                         | LEO                          | 177 km × 445 km              | 63.0°                        | 29385                        | 2006-035A                    | 西昌                         | 長征2号C                     | 軌道崩壊                       |
| 実践9A                                                        | 2012年10月14日         | 環境モニタリング、光学画像               | SSO                          | 622 km × 647 km              | 98.0°                        | 38860                        | 2012-056A                    | 太原                         | 長征2号C                     | 運用中                         |
| 実践9B                                                        | 2012年10月14日         | 環境モニタリング、光学画像, 遠赤外線     | SSO                          | 623 km × 649 km              | 97.99°                       | 38861                        | 2012-056B                    | 太原                         | 長征2号C                     | 運用中                         |
| 実践10                                                        | 2016年4月5日           | 微重力試験(サンプル回収)                 | LEO                          | 234 km × 268 km              | 42.89°                       | 41448                        | 2016-023A                    | 西昌                         | 長征2号D                     | 軌道崩壊                       |
| 実践11-01                                                     | 2009年11月12日         | 早期警戒衛星, 赤外線追尾                 | SSO                          | 689.7 km × 708.1 km          | 97.9°                        | 36088                        | 2009-061A                    | 西昌                         | 長征2号C                     | 運用中                         |
| 実践11-02                                                     | 2011年7月29日          | 早期警戒衛星, 赤外線追尾                 | SSO                          | 678.5 km × 701.3 km          | 98.4°                        | 37765                        | 2011-039A                    | 西昌                         | 長征2号C                     | 運用中                         |
| 実践11-03                                                     | 2011年7月6日           | 早期警戒衛星, 赤外線追尾                 | SSO                          | 689.8 km × 704.1 km          | 97.8°                        | 37730                        | 2011-030A                    | 西昌                         | 長征2号C                     | 運用中                         |
| 実践11-04                                                     | 2011年8月18日          | 早期警戒衛星, 赤外線追尾                 | (打上げ失敗)                 | (打上げ失敗)                 | (打上げ失敗)                 | (打上げ失敗)                 | (打上げ失敗)                 | 西昌                         | 長征2号C                     | 打上げ失敗によりペイロード喪失 |
| 実践11-05                                                     | 2013年7月15日          | 早期警戒衛星, 赤外線追尾                 | SSO                          | 689.4 km × 703.3 km          | 98.2°                        | 39202                        | 2013-035A                    | 西昌                         | 長征2号C                     | 運用中                         |
| 実践11-06                                                     | 31 March 2014年3月31日 | 早期警戒衛星, 赤外線追尾                 | SSO                          | 692.3 km × 713.6 km          | 98.1°                        | 39624                        | 2014-014A                    | 西昌                         | 長征2号C                     | 運用中                         |
| 実践11-07                                                     | 2014年9月28日          | 早期警戒衛星, 赤外線追尾                 | SSO                          | 690.6 km × 706.3 km          | 98.1°                        | 40261                        | 2014-059A                    | 西昌                         | 長征2号C                     | 運用中                         |
| 実践11-08                                                     | 2014年10月27日         | 早期警戒衛星, 赤外線追尾                 | SSO                          | 685.0 km × 701.7 km          | 98.2°                        | 40286                        | 2014-066A                    | 西昌                         | 長征2号C                     | 運用中                         |
| 実践12                                                        | 2010年6月15日          | 科学調査                                 | SSO                          | 575 km × 599 km              | 97.68°                       | 36596                        | 2010-027A                    | 西昌                         | 長征2号D                     | 運用中                         |
| 実践13                                                        | 2017年4月12日          | 高速通信試験                             | GEO                          | 35,765.3 km × 35,823.8 km    | 0.1°                         | 42662                        | 2017-018A                    | 西昌                         | 長征3号B                     | 運用中                         |
| 実践15                                                        | 2013年7月19日          | 目的不明のペイロードを配置               | SSO                          | 670.6 km × 678.4 km          | 98.0°                        | 39210                        | 2013-037C                    | 太原                         | 長征4号C                     | 運用中                         |
| 実践16-01                                                     | 2013年10月25日         | 宇宙環境モニタリングまたはシギント       | LEO                          | 599 km × 616 km              | 74.98°                       | 39358                        | 2013-057A                    | 西昌                         | 長征4号B                     | 運用中                         |
| 実践16-02                                                     | 2016年6月29日          | 宇宙環境モニタリングまたはシギント       | LEO                          | 596 km × 616 km              | 75.00°                       | 41634                        | 2016-043A                    | 西昌                         | 長征4号B                     | 運用中                         |
| 実践17                                                        | 2016年11月3日          | 通信、デブリ監視、または対衛星攻撃試験   | GEO                          | 35,827.1 km × 35,835.4 km    | 2.2°                         | 41838                        | 2016-065A                    | 文昌                         | 長征5号                      | 運用中                         |
| 実践18                                                        | 2017年7月2日           | DFH-5型衛星バス試験, 通信                | (打上げ失敗)                 | (打上げ失敗)                 | (打上げ失敗)                 | (打上げ失敗)                 | (打上げ失敗)                 | 文昌                         | 長征5号                      | 打上げ失敗でペイロード喪失     |
| 実践19                                                        | TBA                    | 微重力試験(サンプル回収)                 | 未実施(計画中)               | 未実施(計画中)               | 未実施(計画中)               | 未実施(計画中)               | 未実施(計画中)               | 西昌                         | 長征2号D                     | 計画中                         |
| 実践20                                                        | 2019年12月27日         | DFH-5型衛星バス試験, 量子通信試験        | GEO                          | 35,774.9 km × 35,814.1 km    | 1.347°                       | 44910                        | 2019-097A                    | 文昌                         | 長征5号                      | 運用中                         |
| 実践21                                                        | 2021年10月24日         | デブリ除去または対衛星攻撃試験           | GEO                          | 36,217.7 km × 36,217.7 km    | 8.580°                       | 49330                        | 2021-094A                    | 西昌                         | 長征3号B                     | 運用中                         |
| 実践21 (副衛星)                                               | 2021年10月24日         | 不明                                     | 不明                         | 不明                         | 不明                         | 49382                        | 2021-094C                    | 西昌                         | 長征3号B                     | 運用中                         |
| 実践23                                                        | 2023年1月8日           | Classified                               | GEO                          | 35,769.1 km × 35,816.8 km    | 0.6°                         | 55131                        | 2023-002A                    | 文昌                         | 長征7号A                     | 運用中                         |
| 実践23 (副衛星)                                               | 2023年1月8日           | 不明                                     | 不明                         | 不明                         | 不明                         | 55180                        | 2023-002C                    | 文昌                         | 長征7号A                     | 運用中                         |
| 出典: NORAD, NASA, USSPACECOM, Celestrak, Gunter's Space Page |                        |                                          |                              |                              |                              |                              |                              |                              |                              |                                |